# Кеба (река)
Кеба — река в России, течёт по территории южной части Лешуконского района Архангельской области. Левый приток реки Вашка.
Длина реки составляет 12 км.
Истоки реки находятся на восточной окраине болота Кебское. Течёт по лесной болотистой местности. Генеральным направлением течения является северо-восток. Впадает в Вашку на территории одноимённой деревни Олемского сельского поселения.

## Данные водного реестра
По данным государственного водного реестра России относится к Двинско-Печорскому бассейновому округу, водохозяйственный участок реки — Мезень от истока до водомерного поста у деревни Малонисогорская. Речной бассейн реки — Мезень.
Код объекта в государственном водном реестре — 03030000112103000048198.